# لیاخلیا
لیاخلیا (به لاتین: Lyakhlya) یک منطقهٔ مسکونی در روسیه است که در داغستان واقع شده‌است.